# John Philip Sousa

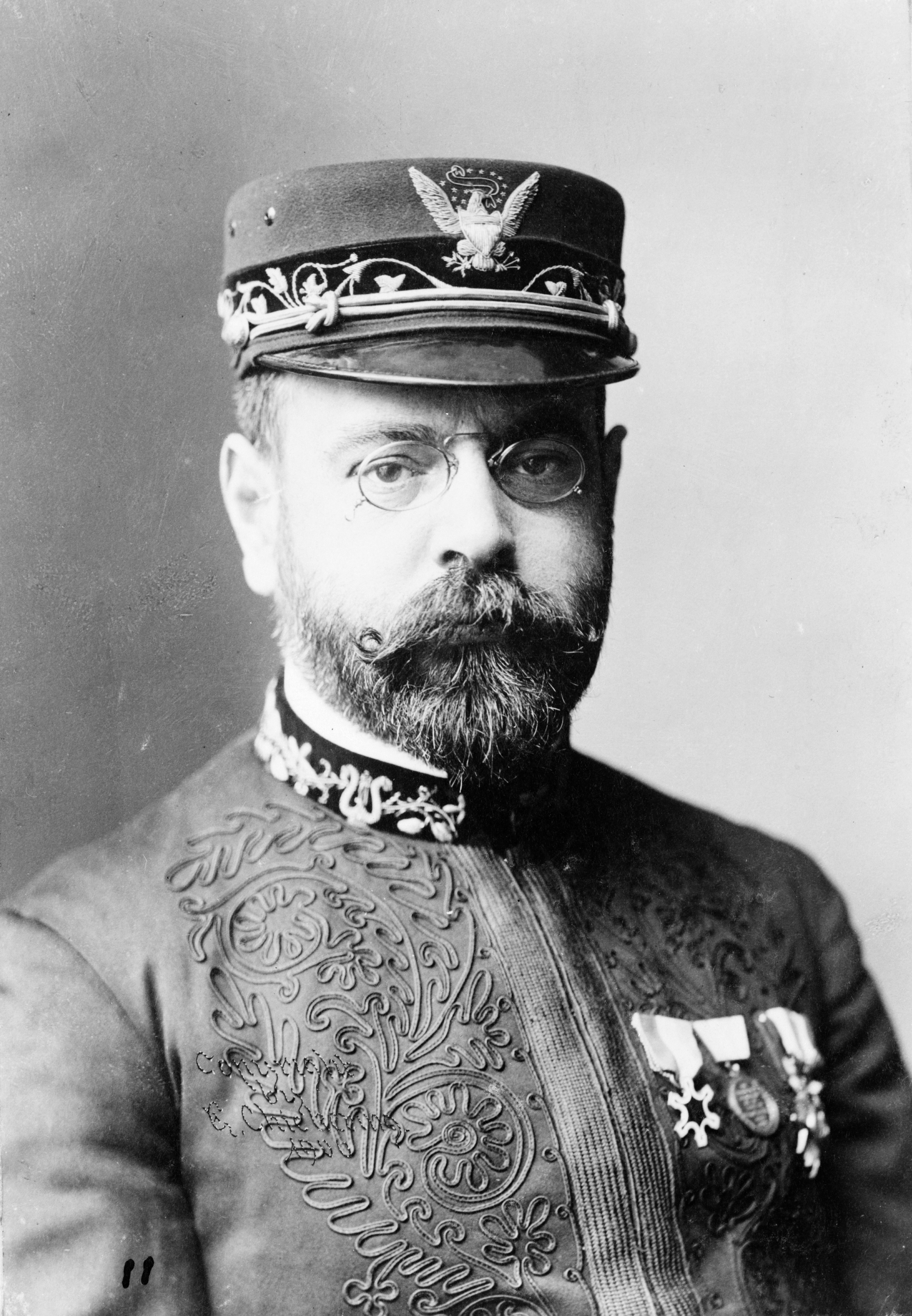
Fotografia di John Philip Sousa del 1900

John Philip Sousa (/ˈsuːzə/, /ˈsuːsə/) (Washington, 6 novembre 1854 – Reading, 6 marzo 1932) è stato un compositore e direttore di banda statunitense del periodo tardo-romantico, conosciuto soprattutto per le sue marce. A causa della sua rilevanza nell'ambito, è ricordato come "The March King" (il re della marcia). A lui si deve l'invenzione del sousafono, sorta di basso tuba, che porta per l'appunto il suo nome.

## Biografia
Sousa nacque a Washington, D.C. da John Antonio de Sousa e Maria Elisabeth Trinkhaus. I suoi genitori erano discendenti da famiglie portoghesi, spagnole e bavaresi; i suoi nonni erano rifugiati portoghesi. Sousa iniziò la sua educazione musicale cominciando a studiare il violino, allievo di John Esputa e G. F. Benkert per l'armonia e la composizione musicale, all'età di 6 anni. Subito notarono che aveva un buon orecchio musicale. Quando Sousa arrivò all'età di 13 anni suo padre, un trombonista nella banda della marina, reclutò suo figlio nella United States Marine Corps Band  come apprendista. Vi rimase come apprendista fino al 1875, e imparò a suonare quasi tutti gli strumenti a fiato e si destreggiava bene anche col violino. Il 30 dicembre 1879 sposò Jane van Middlesworth Bellis. Ebbero 3 bambini: John Philip Sousa, Junior (1º aprile 1881 - 18 maggio 1937), Jane Priscilla (7 agosto 1882 - 28 ottobre 1958), e Helen (21 gennaio 1887 - 14 ottobre 1975). Tutti e tre sono sepolti nella cappella di John Philip Sousa nel Cimitero del Congresso di Washington. Jane entrò nell'associazione Figlie della rivoluzione americana nel 1907.
Molti anni dopo Sousa lasciò la sua posizione di apprendista per entrare in un'orchestra teatrale, dove imparò a dirigere. Ritornò alla Banda del Corpo dei Marines come direttore nel 1880 e vi rimase fino al 1892.
Sousa organizzò una sua band l'anno in cui lasciò la Banda del Corpo dei Marines. La Sousa Band rimase attiva dal 1892 al 1931, eseguendo 15,623 concerti. Nel 1900 la sua band rappresentò gli Stati Uniti all'Esposizione Universale di Parigi, prima di fare un tour in Europa. A Parigi, la Sousa Band marciò per le strade fra cui anche gli Champs-Élysées fino all'Arco del Trionfo, una delle solo otto parate della banda nei suoi quaranta anni di attività.
Sousa rifiutò ripetutamente per molti anni di condurre un programma alla radio. Accettò solo nel 1929. Fu anche scrittore: fu autore di 3 racconti e dell'autobiografia "Marching Along". Da questa Hollywood trasse nel 1952 un film biografico che prese il nome di Stars and Stripes Forever e che la distribuzione italiana ribattezzò Squilli di primavera. Diretto da Henry Koster, il film era interpretato da Clifton Webb.
Sousa fu membro della Massoneria e raggiunse il 33º ed ultimo grado del Rito scozzese antico ed accettato. 
Morì il 6 marzo 1932, nella sua stanza presso l'Hotel Abraham Lincoln di Reading, in Pennsylvania. Nel 1990 gli è stata dedicata postuma una stella nella Hollywood Walk of Fame per il suo impegno nella musica.

## Composizioni

### Marce
È famoso per aver composto ben 132 marce, le più famose delle quali sono:
- "The Gladiator March" (1886)
- "Semper Fidelis" (1888) (Marcia ufficiale del corpo dei Marines statunitense)
- "The Washington Post March" (1889)
- "The Thunderer" (1889)
- "High School Cadets" (1890)
- "The Liberty Bell" (1893) usata come sigla per la serie televisiva Monty Python
- "King Cotton" (1895)
- "Stars and Stripes Forever" (1896) (Marcia nazionale degli Stati Uniti)
- "Hands Across the Sea" (1899)
- "Hail to the Spirit of Liberty" March (1900)
- "Invincible Eagle" (1901)
- "Fairest of the Fair" (1908)
- "Glory of the Yankee Navy" (1909)
- "Who's Who in Navy Blue" (1920)
- "The Gallant Seventh" (1922)
- "Nobles of the Mystic Shrine" (1923)
- "The Black Horse Troop" (1924)
- "Pride of the Wolverines" (1926)
- "Minnesota March" (1927)

### Operette

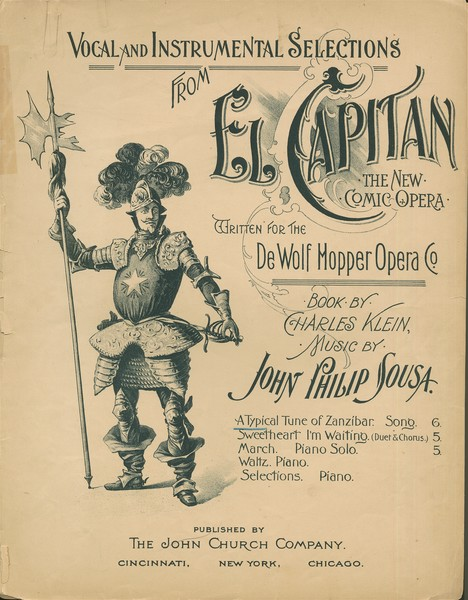
Copertina di El Capitan, 1896

Scrisse purtuttavia anche altre composizioni, fra le quali vale la pena di menzionare le sue operette:
- The Queen of Hearts (1885), conosciuta anche come Royalty and Roguery
- The Smugglers (1882)
- Désirée (1883)
- El Capitan (1896) che al Broadway Theatre di New York raggiunge 112 recite e nel 1899 al Lyric Theatre di Londra raggiunge 140 recite
- The Bride Elect (1897), su libretto dello stesso Sousa
- The Charlatan (1898)
- Chris and the Wonderful Lamp (1899)
- The Free Lance (1905)
- The American Maid (1909), conosciuta anche come The Glass Blowers

## Filmografia
- The Fifth String - cortometraggio (1913)
- Squilli di primavera (Stars and Stripes Forever), regia di Henry Koster (1952)